# Sandpoint
Sandpoint és una població dels Estats Units a l'estat d'Idaho. Segons el cens del 2000 tenia 6.835 habitants.

## Demografia
Segons el cens del 2000, Sandpoint tenia 6.835 habitants, 2.873 habitatges, i 1.680 famílies. La densitat de població era de 676,7 habitants/km².
Dels 2.873 habitatges en un 31,7% hi vivien nens de menys de 18 anys, en un 40,5% hi vivien parelles casades, en un 13,8% dones solteres, i en un 41,5% no eren unitats familiars. En el 34,5% dels habitatges hi vivien persones soles el 14,1% de les quals corresponia a persones de 65 anys o més que vivien soles. El nombre mitjà de persones vivint en cada habitatge era de 2,29 i el nombre mitjà de persones que vivien en cada família era de 2,94.
Per edats la població es repartia de la següent manera: un 25,8% tenia menys de 18 anys, un 9,8% entre 18 i 24, un 26,9% entre 25 i 44, un 22% de 45 a 60 i un 15,4% 65 anys o més.
L'edat mediana era de 36 anys. Per cada 100 dones de 18 o més anys hi havia 83,2 homes.
La renda mediana per habitatge era de 32.461 $ i la renda mediana per família de 41.596 $. Els homes tenien una renda mediana de 35.533 $ mentre que les dones 20.795 $. La renda per capita de la població era de 20.643 $. Aproximadament el 14,9% de les famílies i el 18% de la població estaven per davall del llindar de pobresa.

## Poblacions més properes
El següent diagrama mostra les poblacions més properes.